# Comuna Coniatin, Putila
Coniatin (în ucraineană Конятин, transliterat: Koneatîn) este o comună în raionul Putila, regiunea Cernăuți, Ucraina, formată din satele Coniatin (reședința), Lipovețul Mare și Samacova.

## Demografie
Componența lingvistică a comunei Coniatin
     Ucraineană (99,65%)
     Alte limbi (0,35%)
Conform recensământului din 2001, majoritatea populației comunei Coniatin era vorbitoare de ucraineană (99,65%), existând în minoritate și vorbitori de alte limbi.